# Fußball-Bundesliga/Rekorde/Karlsruher SC
Der Artikel Fußball-Bundesliga/Rekorde/Karlsruher SC listet die vereinsspezifischen Rekorde des Karlsruher SC auf, die mit Bezug auf die Zugehörigkeit zur deutschen Fußball-Bundesliga gehalten werden.
Der Verein ist aktuell kein Bundesligist (Stand: Saison 2025/26).
Siehe auch: 

## Vorbemerkung
Es besteht eine Unterteilung zwischen Positiv- und Negativrekorden sowie vereinsinternen Bestmarken. Weitere Rekorde, die dem Verein nicht zuzuordnen sind, werden im Hauptartikel unter „Allgemein“ gelistet. Dort bestehen zudem die Rubriken „Trainerspezifische Rekorde“, „Schiedsrichterspezifische Rekorde“ sowie „Sonstige Rekorde“. Es besteht außerdem die Möglichkeit „In nächster Zeit möglicherweise fallende Bestmarken“ im unteren Bereich der Hauptseite festzuhalten, bzw. die neuen Rekorde an die passenden Stellen einzusortieren. Wenn möglich, wird zu einem Positivrekord auch der Negativrekord als Gegenstück gelistet (und andersrum). Die Liste erhebt keinen Anspruch auf Vollständigkeit.

## Karlsruher SC
Aktuelle Platzierung in der Ewigen Tabelle der Fußball-Bundesliga: Platz 20 von 58 (Stand: 34. Spieltag 2024/25)

### Positivrekorde
- höchste Rückennummer: 77 (Andreas Görlitz, in Anlehnung an seine Pop-Rock-Band Room77)[2]

### Negativrekorde
- meiste Niederlagen in Folge ab dem ersten Bundesligaspiel: 3 (1. bis 3. Spieltag 1963/64, gemeinsam mit Borussia Neunkirchen (1964), Energie Cottbus (2000) und Holstein Kiel (2024), Stand: 3. Spieltag 2024/25)[3]

### Vereinsintern
- Rekordspieler: Gunther Metz (278 Einsätze)[4]
- Rekordtorhüter: Rudolf Wimmer (151 Einsätze)[4]
- Rekordtorschütze: Emanuel Günther (37 Tore)[5]
- ältester Spieler: Rudolf Wimmer (39 Jahre, 4 Monate und 5 Tage)[6]
- Rekordtrainer: Winfried Schäfer (371 Spiele; 126 Siege, 120 Unentschieden und 125 Niederlagen)[7]